# Shitennōji-mae Yūhigaoka station
Shitennoji-mae Yuhigaoka station (四天王寺前夕陽ヶ丘駅 Shitennōji-mae Yūhigaoka-eki?,  T26) är en station på Osakas tunnelbanas Tanimachilinje i Tennoji-ku, Osaka, Japan. Stationen öppnades den 17 december 1968 som Shitennoji-mae (Yuhigaoka) station (四天王寺前 (夕陽ヶ丘)駅)?) och bytte namn till Shitennoji-mae Yuhigaoka den 29 augusti 1997. 

## Spår
Stationen har två spår och två sidoplattformar.
| 1 | ■ Tanimachilinjen | till Tennoji, Fuminosato och Yaominami      |
| 2 | ■ Tanimachilinjen | till Higashi-Umeda, Miyakojima och Dainichi |